# Magnolia sabahensis
Espèce
Statut de conservation UICN

 LC  : Préoccupation mineure
Magnolia sabahensis est une espèce de plantes à fleurs de la famille des Magnoliacées. C'est un arbre endémique de Malaisie.

## Description
C'est un arbre.

## Répartition et habitat
Cette espèce est endémique de l'état de Sabah à Bornéo en Malaisie. Elle n'a été observée que sur le mont Kinabalu. Elle pousse entre 1 100 et 2 100 m d'altitude.